# Jean-Claude Hollerich
Jean-Claude Hollerich SJ (Differdange, 1958. augusztus 9. –) luxemburgi római katolikus püspök, a Luxembourgi főegyházmegye érseke, bíboros. 2018 és 2023 között az Európai Unió Püspöki Konferenciáinak Tanácsa (COMECE) elnöke volt.

## Életrajza
Jean-Claude Hollerich 1958. augusztus 9-én született a luxemburgi Differdange városában, gyermekkorát azonban nem itt, hanem Vianden városában töltötte. A középiskola elvégzése után a római Gregoriana Pápai Egyetemre ment tanulni 1978 és 1981 között, ez idő alatt a Pápai Német-Magyar Kollégium hallgatója volt. 1981-ben visszatért hazájába és belépett a jezsuita rendbe 1981. szeptember 27-én. A noviciátusi éveit Namur-ban töltötte, majd két évet Luxembourgban szolgált. 1985-ben Japánba utazott, ahol a japán nyelv és kultúra mellett teológiai tanulmányait is folytatta a tokiói Sophia Egyetemen. 1989-ben tért vissza Európába, ekkor egy évet Frankfurtban töltött, itt szerezte meg a teológiai licenciátust.
1990. április 21-én szentelték pappá Brüsszelben. Ezt követően a müncheni Lajos–Miksa Egyetemen tanult német nyelvi kultúrát és irodalmat. Ebből 1994-ben szerzett licenciátust. Tanulmányai alatt különböző lelkipásztori teendőket is ellátott. 2001-ig a bonni Európai Integrációs Tanulmányok Központjának doktorandusz hallgatója volt.
1994-ben visszatért Japánba, a Sophia Egyetemre, ezúttal már oktatóként: németet, franciát és európai tanulmányokat tanított Tokióban. 2006-ban rendes egyetemi tanári kinevezést kapott, 2008-ban pedig rektorhelyettesnek választották. 2011-ig maradt Japánban, ezalatt a tokiói német plébánia káplánjaként, egyetemi lelkészként és számtalan más pozícióban is szolgált. Eközben tanulmányait is folytatja: 2001-ben doktori címet szerzett. 2002. október 18-án tette le az örökfogadalmat, ezt követően a jezsuiták japán provinciájában több fontos pozíciót is betöltött, 2008-tól a provincia consultora volt.
2011-ben tért vissza hazájába, július 12-én XVI. Benedek pápa pedig kinevezte luxembourgi érseknek. Püspökké szentelésére október 16-án kerül sor, a főszentelő elődje Fernand Franck, a társszentelők pedig a Joachim Meisner, kölni és Peter Takeo Okada tokiói érsekek voltak. Ő Luxembourg nyolcadik püspöke és harmadik érseke.
2012. október 20-án ő celebrálta a luxemburgi trónörökös, Vilmos nászmiséjét. Luxemburgi érsekként több nemzetközi szervezet vezetésében is részt vesz. 2014 és 2018 között a Európai Igazságosság és Béke Bizottságok Konferenciájának elnöke volt, 2017 szeptemberében pedig az Európai Püspöki Konferenciák Tanácsa Ifjúsági Bizottságának elnöke lett. 2018 márciusában ötéves időtartamra megválasztották az Európai Unió Püspöki Konferenciáinak Bizottsága (COMECE) elnökévé.
Részt vett a 2015-ös családról szóló, valamint a 2018-as ifjúsággal foglalkozó püspöki szinóduson, a 2021-es püspöki szinódusnak pedig az elnökévé nevezte ki Ferenc pápa.
A 2019. október 5-i konzisztóriumon Ferenc pápa bíborossá kreálta, ezzel ő lett a történelem első luxemburgi bíborosa. Római címtemploma a San Giovanni Crisostomo a Monte Sacro Alto. 2020. február 21-én a Kultúra Pápai Tanácsa, 2020. július 8-án pedig Vallásközi Párbeszéd Pápai Tanácsa tagjává nevezték ki.
2021 szeptemberében Budapestre látogat, ahol az 52. Nemzetközi Eucharisztikus Kongresszuson tart előadást.
2023. március 7-én Ferenc pápa kinevezte a Bíborosi Tanács tagjává.

## Nézetei
Hollerich püspökként igyekszik a laikusoknak – azaz nem papi személyeknek – nagyobb teret biztosítani az egyház kormányzásában, kiemelten fontos küldetésének tartja pedig az ifjúság bevonását. A nők egyházban betöltött szerepéről egy interjúban azt mondta, hogy mindenképpen változtatni kell a jelenlegi gyakorlaton, és nagyobb szerepet kell vállalniuk, de a női papság kérdésében nem foglalt állást. Felhívta a figyelmet arra, hogy nem szabad félni feltenni "nagyon nagy kérdéseket", ugyanakkor ezeket sok párbeszéddel lehet csak megválaszolni.
2019-ben azt mondta, el tudja képzelni, hogy a jövőben nem csak nőtlen, hanem nős papok is szolgáljanak a római katolikus egyházban.
A koronavírus-járvány kapcsán kifejtette, hogy meg fogja gyengíteni az egyházat Európában. Ennek azt látja okaként, hogy a pusztán kulturális okból vallásos emberek a lezárások után nem fognak visszatérni a templomokba. Ezt a lemorzsolódást azonban nem a járvány okozza, az csak felgyorsítja a folyamatot, de ez lehetőséget teremt az egyház megújítására.